# Shupiyan
Shupiyan é uma cidade no distrito de Pulwama, no estado indiano de Jammu e Caxemira.

## Geografia
Shupiyan está localizada a 33° 43′ N, 74° 50′ L. Tem uma altitude média de 2057 metros (6748 pés).

## Demografia
Segundo o censo de 2001, Shupiyan tinha uma população de 12 396 habitantes. Os indivíduos do sexo masculino constituem 51% da população e os do sexo feminino 49%. Shupiyan tem uma taxa de literacia de 59%, inferior à média nacional de 59,5%: a literacia no sexo masculino é de 67% e no sexo feminino é de 51%. Em Shupiyan, 11% da população está abaixo dos 6 anos de idade.